# Цаленджиха
Цаленджи́ха (груз. წალენჯიხა) — город на северо-западе Грузии, центр Цаленджихского муниципалитета края Самегрело-Верхняя Сванетия.
Население — 3847 жителей (2014).

## История
В Цаленджихе располагалась одна из резиденций и родовая усыпальница мегрельских князей Дадиани (первой династии), а также епископская кафедра.
В 1897 году в Цаленджихе появился на свет грузинский поэт-романтик Терентий Гранели.
С 1950-х активная стройка фабрик, заводов, пищевой промышленности.
9 января 1957 года Цаленджиха получила статус посёлка городского типа, а в после строительства многоквартирных домов в  1964 году — статус города.
6 июля 1992 года в Цаленджихе отряд звиадистов окружил школу-интернат, где находились 80 бойцов и командующий формированиями «Мхедриони» Джаба Иоселиани, штурмовали здание, но потерпели поражение.

## Достопримечательности

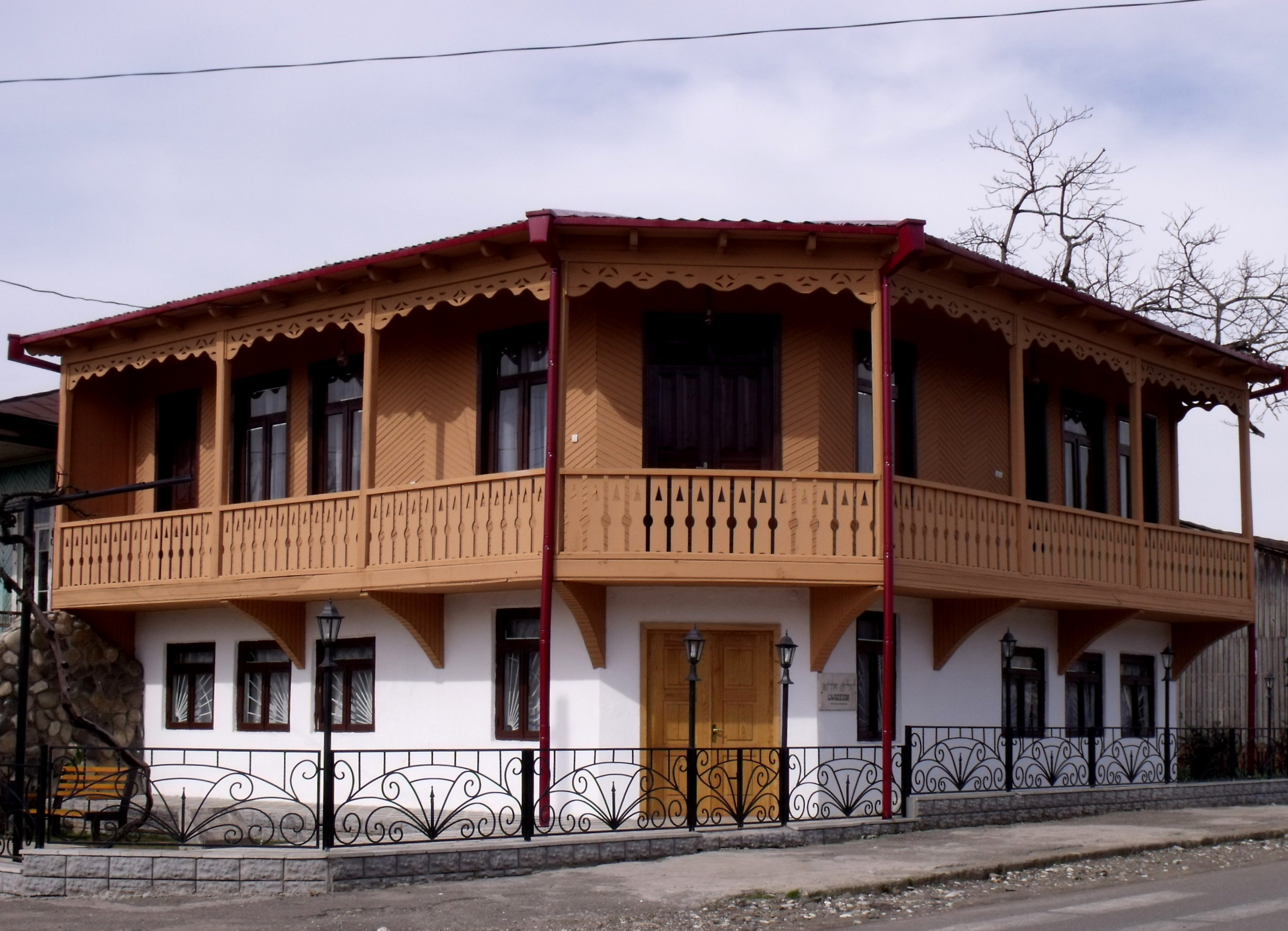
Дом-музей Гранели в Цаленджиха

- Цаленджихский кафедральный собор Христа Спасителя (XII—XIV века).
- Дом-музей Гранели

## Известные люди
- Терентий Гранели — поэт-романтик
- Кардава, Георгий Зурабович — фотограф портретист
- Салия, Калистрат Зосимович ― грузинский ученый, картвелолог, историк.
- Цурцумия Георгий Александрович - борец греко-римского стиля